# Spomenik žrtvam sovjetske okupacije
Spomenik žrtvam sovjetske okupacije je spomenik v Kišinjevu v Moldaviji, posvečen v spomin na žrtve sovjetske okupacije.

28. junija 2010, na dan sovjetske okupacije Moldavije, je bil postavljen spominski kamen žrtvam sovjetske okupacije in totalitarnega komunističnega režima. Nahaja se na Trgu Velikega narodnega zbora, ki je bil prej znan kot Trg zmage in je bil nekoč dom osrednjega spomenika Vladimirju Leninu v Sovjetski Moldaviji. Spomenik je viden izpred vladne hiše, ki je bila prvotno sedež Sveta ministrov Moldavske SSR, zdaj pa kabineta Moldavije. Napis na kamnu se glasi:
Na tem mestu bo postavljen spomenik v spomin na žrtve sovjetske okupacije in totalitarnega komunističnega režima.